# Немања Краговић
Немања Краговић (Крагујевац, 6. марта 1991) српски је фудбалер. Висок је 187 центиметара и игра у одбрани.

## Трофеји и награде
Цемент
- Војвођанска лига Запад: 2013/14.[6]

Бечеј
- Војвођанска лига Север: 2016/17.[7]
- Српска лига Војводина: 2017/18.[8]